# Thiosemicarbazone

Allgemeine Strukturformel der Thiosemicarbazone (R^{1}, R^{2} = Aryl, Alkyl oder H).

Thiosemicarbazone sind eine Gruppe chemischer Verbindungen aus den Gruppen der
Organoschwefelverbindungen und der Stickstoffverbindungen mit der allgemeinen Konstitutionsformel NH2CSNHN=CR1R2. Thiosemicarbazone werden üblicherweise durch eine Kondensationsreaktion von Thiosemicarbazid mit einem Aldehyd oder Keton erhalten.

## Eigenschaften
Thiosemicarbazone bilden als Liganden mit Übergangsmetallionen Chelatkomplexe. Der Pathologe  Gerhard Domagk und sein Team publizierten 1946 zur Wirkung verschiedener Thiosemicarbazone in vitro gegen den Erreger der Tuberkulose („Tuberkelbazillen“). Eine starke Hemmwirkung fanden sie bei den Thiosemicarbazonen cyclischer Aldehyde oder Ketone, wobei das Vorhandensein des Schwefelatoms als essentiell für die Wirkung erkannt wurde. Eines der Thiosemicarbazonabkömmlinge, das Thioacetazon, fand in der Folge medizinisch Eingang in die Tuberkulosebehandlung. Auch die Hemmwirkung von Thiosemicarbazonen auf Proteasen wie menschliches Cathepsin L oder das  in Erregern der Schlaf- und Chagas-Krankheit vorkommende Rhodesain  und Cruzain wurde untersucht. Weitere therapeutisch eingesetzte Thiosemicarbazone sind beispielsweise das bei infektiösen Erkrankungen im Mund- und Rachenraum verwendete Ambazon und das antiviral wirksame Methisazon.